# أحمد العويناتي
أحمد العويناتي (1 ديسمبر 1980) لاعب كرة قدم بحريني معتزل كان يجيد اللعب في خط الدفاع.

## الإنجازات
- كأس ملك البحرين (1): 2015